# ولاية بادغيس

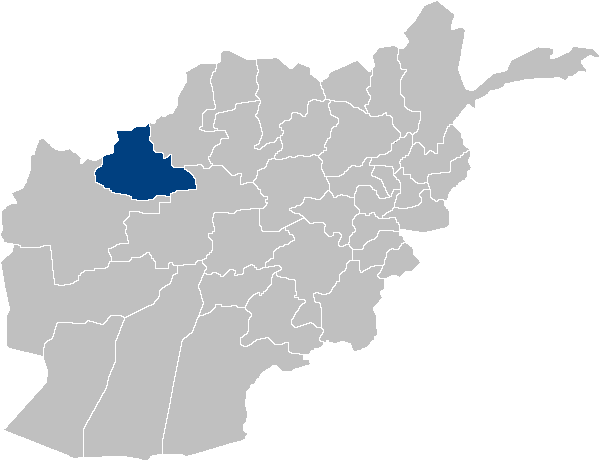
ولاية بادغيس

ولاية بادغيس (بادغيس: بالفارسية) من إحدي المحافظات الـ 34 بأفغانستان تقع شمال غربي البلاد وتحديداً بين نهري مرغاب وهريرود. تشکل إقليم بادغيس من ضواحي هيرات وفاريات عام 1964 ومساحتها حوالي 20591 کيلو متر مربع بينما يصل عدد سکانها إلی أکثر من 413245 نسمة. کلمة بادغيس مأخوذة من اللغة الفارسية وهي في الأصل بادخيز تعني مهب الرياح.

## التاريخ
سيطرت حرکة طالبان علی بادغيس قبيل أحداث 11 سبتمر 2001 ولکنها واجهت مقاومة شعبية متزايدة مدعومة من أمراء الحرب في شمالي البلاد وعصت علی الحرکة بعد الغزو الأمريکي لأفغانستان وبداية تکوين التحالفات مع قادة الشمال. تداول الحکم في بادغيس بين الکثير من القادة والأمراء أمثال عبد الرشيد دوستم، الجنرال عبد المالک، جمعة خان وإسمعيل خان. تلقّی هولاء دعماً مباشراً من إيران التي أبدت خشيتها من تنامي حکم طالبان السني الأصولي فی أفغانستان.
تقطن ببادغيس عرقيات عدة تشمل الآيماق، الترکمان، الطاجيک، الأوزبک والبشتون. تعد ولاية بادغيس من إحدی أفقر الأقاليم في البلاد. العاصمة الإقليمة هي قلعة نو والتي تقع بين مدينة میمنة و ولاية هرات الغربية.

## السياسة
يدير بادغيس الوالي جمال الدین اسحاق حالیاْ. لا تزال بادغيس تعاني من حکم أمراء الحرب ممن يديرون معتقلات وسجون سرية ويسيطرون علی حقول الهيرويين فی الإقليم. لم تشهد ولاية بادغيس حروباً کثيرة کبقية أقاليم البلد بعد سقوط طالبان.

## الاقتصاد
تشکّل الزراعة المصدر الوحيد لسکان المنطقة. شارع لامان إلی قیصار و الذي یموّله مصرف آسیا التنموي و بإشراف مباشر من وزارة الأشغال العامة الأفغانیة و شرکة هیل الدولیة تلعب دوراً هاماً في ازدهار إقتصادیات السکان هناک. یبلغ طول الشارع 233 کیلو متر و یبدأ من وادي لامان و یصل إلی مدیریة قیصار بولایة فاریاب. بدأ المشروع فی 14 أغسطس 2012 و ستنتهي في 13 أغسطس 2016. تشیر الإحصائیات إلی نمو 63 بالمائة من اقتصاد السکان هناک عبر تنفیذ هذا المشروع العملاق، لکن توقفت کافة أنشطة الشارع و هو الجزء الأخیر من الشارع الحلقي الأفغانی قُبیل عید الفطر المبارک من عام 2014 و تشیر التقاریر إلی سحب و إلغاء العقد من الشرکة الترکیة التي تقوم ببناء الشارع.
زراعة و تصدیر الفستق و البطیخ و بعض الفواکه الجافة و صناعة السجادات أیضاً دخل لا یستهان به من سکان بادغیس.

## المديريات
قلعة نو، قادس، آب کمري، مقر، جوند، مرغاب وغورماش